# Henneplood
Een henneplood heeft een functie als zegellood. Het is een kwaliteitswaarborg voor een bundel hennep. Daarnaast gaf een henneplood het jaartal en de kwaliteit van een bundel hennep aan. Henneploodjes werden veelvuldig gebruikt bij geïmporteerde hennep uit Rusland en de Baltische Staten.
In oktober 2019 werd in Oudewater een henneplood gedateerd op 1731, waarmee het het oudste gevonden henneploodje ooit bleek.